# روث أليس أرمسترونغ
روث أليس أرمسترونغ (بالإنجليزية: Ruth Alice Armstrong)‏ هي محاضرة ‏ وكاتِبة أمريكية، (ولدت في كاسوبوليس في الولايات المتحدة 1850  م).